# Fell on Black Days
Singles de Soundgarden
My Wave
(1994) Pretty Noose
(1996)
Fell on Black Days est une chanson du groupe de rock Soundgarden. C'est la 3e piste de leur album de 1994 Superunknown. Elle est sortie en single dans beaucoup de différentes versions, avec des différentes b-sides.
Après les attaques du 11 septembre 2001, Clear Channel ajoute la chanson dans la liste des chansons inappropriées pour la diffusion à la radio.

## Charts
| Chart                  | Durée du classement | Position | Date              |
| ---------------------- | ------------------- | -------- | ----------------- |
| Mainstream Rock Tracks | 26 semaines         | 4e       | 22 octobre 1994   |
| Alternative Songs      | 28 semaines         | 13e      | 17 septembre 1994 |
| Radio Songs            | 15 semaines         | 54e      | 14 janvier 1995   |
| RPM Top Singles        | 7 semaines          | 66e      | 17 octobre 1994   |
| IRMA                   | 3 semaines          | 14e      | 2 février 1995    |
| Mega Top 50            | 2 semaines          | 45e      | 25 février 1995   |
| UK Singles Chart       | 2 semaines          | 24e      | 22 janvier 1995   |